# Franciszek Kępka
Franciszek Kępka (ur. 4 kwietnia 1940 w Goleszowie, zm. 15 grudnia 2001 w Skoczowie) – polski pilot szybowcowy, pilot samolotowy, instruktor lotniczy, trener polskiej szybowcowej kadry juniorów.

## Życiorys
Był synem świetnego szybownika i trenera Franciszka Kępki seniora. Absolwent I Liceum Ogólnokształcącego im. Antoniego Osuchowskiego w Cieszynie (1958). Pierwsze samodzielne loty wykonywał w wieku 10 lat. W wieku 12 lat otrzymał oficjalną zgodę na pilotowanie szybowców. Pierwszy sukces odniósł mając 14 lat, kiedy zdobył II klasę pilota szybowcowego i srebrną odznakę szybowcowej. W wieku 20 lat znalazł miejsce w polskiej narodowej kadrze szybowników.
Czterokrotny II wicemistrz świata: z South Cerney w Wielkiej Brytanii (1965), z Marfy w USA (1970), z Vršac w Jugosławii (1972), z Waikerie w Australii (1974).
Mistrz Europy z Segedynu na Węgrzech (1992).
I wicemistrz Europy z Leszna (1990).
Mistrz Polski (1964, 1983),  czterokrotny wicemistrz Polski (1965, 1971, 1980, 1988) i czterokrotny II wicemistrz Polski (1970, 1978, 1979, 1984).
Rekordzista świata i pięciokrotny rekordzista Polski.
Laureat medalu Lilienthala (1992) i Dyplom Tissandier’a, najwyższych wyróżnień międzynarodowej federacji lotniczej FAI.  Wyróżniony przez Aeroklub Polski medalem Tańskiego (1967).
Franciszek Kępka w całej swojej karierze przeleciał ponad 150 tysięcy kilometrów,  spędził w powietrzu w szybowcach ponad 6,5 tysiąca godzin.
Franciszek Kępka zmarł po nieuleczalnej chorobie. Został pochowany na cmentarzu ewangelickim w Skoczowie.

## Upamiętnienie
- W dniu 22 marca 2014 roku Aeroklub Polski na wniosek Komisji Szybowcowej powołał do życia Fundusz „Talent Szybowcowy” im. Franciszka Kępki. Celem funduszu jest wspomaganie młodych pilotów w ich rozwoju sportowym i osiąganiu jak najlepszych wyników we współzawodnictwie szybowcowym.
- Franciszek Kępka jest patronem Zespołu Szkół Technicznych i Handlowych w Bielsku-Białej .